# Pestum
Pestum és una pintura sobre tela feta per Baldomer Galofre i Giménez el 1889 i que es troba conservada actualment a la Biblioteca Museu Víctor Balaguer, amb el número de registre 2082 d'ençà que va ingressar el 26/10/1892, provinent la col·lecció privada de l'autor de l'obra.	

## Descripció
Paisatge del camp romà, representa un paisatge de Paestum (a la província de Salern) amb un turó de rocall i vegetació d'arbusts i flors, a la dreta, i una petita esplanada al quadrant inferior esquerra. Al fons, el cel amb núvols blancs.

## Inscripció
Al quadre s'hi pot llegir la inscripció B. GALOFRE.